# 3270 Dudley
3270 Dudley је Марсов тројански астероид чија средња удаљеност од Сунца износи 2,148 астрономских јединица (АЈ).
Апсолутна магнитуда астероида је 14,5.